# Rudolph-Steinbrech
Der Rudolph-Steinbrech (Saxifraga rudolphiana) ist eine Pflanzenart der Gattung Steinbrech (Saxifraga) in der Familie der Steinbrechgewächse (Saxifragaceae). Er wird auch als Rudolphi-Steinbrech bezeichnet, was eigentlich richtig wäre, denn er wurde zu Ehren von Karl Asmund Rudolphi (1771–1832), einem in Schweden geborenen deutschen Naturforscher, der Professor der Anatomie in Greifswald war und später in Berlin lebte, benannt. Dieser Steinbrech wird von manchen Autoren auch als Unterart Saxifraga oppositifolia subsp. rudolphiana (Hornsch.) Nyman zum Gegenblättrigen Steinbrech gestellt.

## Beschreibung
Die mehrjährige krautige Pflanze mit dichtrasigem Wuchs bildet feste, kompakte Polster und erreicht eine Wuchshöhe zwischen zwei und fünf Zentimetern. Die gegenständigen und auffallend stark rückwärts gebogenen Laubblätter werden bis zwei Millimeter lang und weisen deutliche Kalkablagerungen auf, wodurch die Pflanze graugrün erscheint.
Die purpurvioletten bis purpurroten Blüten sind fast sitzend. Die Kelchblätter sind teilweise drüsig bewimpert. Die Kronblätter werden zwischen fünf und sieben Millimeter lang.
Blütezeit ist von April bis Juli.

## Vorkommen
Als Standort werden Felsgrus und schattige Felsen über Intermediärgestein (wie etwa Kalk-Glimmerschiefer) bevorzugt.
Die Art kommt in den Ostalpen in Italien und  Österreich selten von der oberalpinen bis subnivalen (etwa bis 3000 Meter) Höhenstufe verbreitet vor.
Das Verbreitungsgebiet umfasst insgesamt die Eisenerzer Alpen, Niedere und Hohe Tauern, Tuxer Gebirge, Zillertaler Alpen, Brennergebiet sowie einen Fundort bei Canazei in den Dolomiten; außerdem die Karpaten.